# Furness Railway
La Furness Railway (FR) è stata una compagnia ferroviaria britannica che operò nella penisola e regione di Furness, nel Lancashire.

## Storia
Nei primi anni del 1840, i proprietari delle miniere di ferro nel Furness si interessarono a una linea carraia  dalle loro miniere a Barrow; il progetto fu preso in considerazione e ampliato dal Duca di Buccleuch e dal Conte di Burlington. Il traffico sulla linea era progettato per essere trainato da cavalli, ma la linea andava progettata correttamente per un eventuale conversione alle locomotive a vapore.
La Furness Railway fu fondata il 23 maggio 1844, quando il Parlamento britannico approvò il Furness Railway Act 1844. La linea era destinata principalmente al trasporto di ardesia e ferro, e andava dal molo di Piel sull'isola di Roa fino alle miniere e alle cave di Dalton-in-Furness e Kirkby-in-Furness. Questa tratta fu aperta l'11 agosto 1846 e il traffico passeggeri iniziò nel dicembre dello stesso anno.
Nell'aprile del 1854 la linea venne estesa fino a Ulverston e poi, con l'acquisizione di altre compagnie, fino a Whitehaven e a Lakeside e con l'acquisizione della Coniston Railway nel 1862, e via Broughton-in-Furness fino a Coniston. A Carnforth c'era un collegamento con la London & North Western Railway. La Ulverston and Lancaster Railway venne costruita da una compagnia separata, e collegò la Furness Railway con Carnforth dal 26 agosto 1857. Per celebrare, venne organizzato un banchetto, dove il conte di Burlington dichiarò che: "erano collegati alla grande rete del resto dell'Inghilterra." Quest'ultima fu rilevata dalla Furness Railway nel 1862. Nel 1867 venne aggiunta una linea secondaria da Arnside a Hincaster, con l'unico scopo di diminuire la distanza fino a Barrow per il traffico fino a Stainmore, dove si collegava alla Lancaster and Carlisle Railway. Nello stesso anno, la Furness Railway ottenne l'accesso alla rete ferroviaria delle Midlands tramite la Furness and Midland Joint Railway, lunga 15 km. Il porto di Barrow-in-Furness aprì nel settembre 1867. Aveva due moli da circa 30 acri. La ferrovia contribuì a trasportare attraverso questo porto quantità sempre maggiori di ferro, acciaio, calcare e ardesia. 
Il servizio di piroscafo Morecambe-Belfast della Midland Railway fu sostituito da un servizio Barrow-Belfast di proprietà congiunta della MR e della Furness Railway;  un servizio per Douglas era anche attivo nei mesi estivi, ma entrambi i servizi partivano dal molo di Piel, trasferendosi ai moli di Barrow nel 1881. Nel 1872, la Furness Railway ottenne l'autorizzazione per costruire un terzo molo, il molo Ramsden; il materiale inutilizzato dello scavo fu utilizzato per recintare un'area d'acqua destinata alla costruzione di un quarto molo, il molo Cavendish.

### Unificazione del 1923
Con l'entrata in vigore del Railways Act 1921 il 1° gennaio 1923, la Furness Railway divenne parte della London, Midland and Scottish Railway.
Le parti della Furness Railway che oggi sono ancora gestite a fini commerciali sono state incorporate nella Cumbrian Coast Line e nella Furness Line.

### Relazione con la Midland Railway
La Furness Railway era stata strettamente associata alla Midland Railway per molti anni; era strategicamente importante per la MR in quanto le dava accesso a un porto del Mare d'Irlanda e quindi al traffico irlandese. La Midland Railway aveva ripetutamente tentato di acquistare la compagnia, ma queste offerte erano arrivate durante periodi di prosperità per la Furness Railway, i cui direttori avevano respinto i termini della Midland Railway come insufficientemente generosi. L'annuncio della Midland Railway di un'estensione pianificata della linea di Morecambe a un nuovo porto a Heysham diede adito a preoccupazioni sul futuro dei servizi di piroscafi da Barrow e sull'affidabilità della Midland Railway come partner.
Le trattative con la MR portarono a un'ulteriore offerta di acquisto della Furness Railway (con un dividendo garantito del 3% agli azionisti della Furness Railway) che fu nuovamente respinta e si concluse con un accordo secondo cui i treni congiunti Furness-Midland da Barrow avrebbero continuato a funzionare e la stessa società che gestiva (e possedeva un terzo delle azioni) i treni di Barrow per le ferrovie avrebbe gestito anche i servizi da Heysham. Quando i servizi iniziarono a funzionare da Heysham nel 1905, i servizi di Barrow divennero non redditizi: divenne evidente che la Midland Railway stava preferendo instradare il traffico via Heysham e la Furness Railway andò in tribunale, la questione fu risolta dalla MR che acquistò la quota della Furness Railway per 45.000 sterline, stipulando un accordo di condivisione del traffico per il traffico di Belfast e impegnandosi a continuare i servizi da Barrow per sette anni.